# 裏影
『裏影』（うらかげ、英: URAKAGE）は、2004年6月3日から2009年3月26日まで東日本放送（KHB）で毎週木曜日深夜に放送されていた情報・バラエティ番組である。同社の自社制作としては2002年9月に終了した『シースルーナイトFEVER』以来の深夜番組である。

## 概要
放送開始当初の番組タイトルは『裏影 〜殿下の放蕩〜』（うらかげ でんかのほうとう）で、毎週木曜日深夜24時16分からの放送。謎のキャラクター「かっちゅうさん」（声:大坂ともお）の指令を受けて、2人のディレクター、佐藤貴之（東北朝日プロダクション：以下、佐藤D）と菅田賢司（東日本放送：以下、菅田D）が地元のモデル、お笑い芸人、大学生などのリポーターと共にそれぞれの企画の面白さを競う番組形式であった。
番組放送開始前から番組の公式サイトには電子掲示板「民の声」が設置され、視聴者からの感想や意見などを受け付けていたが、同局で毎週水曜日の同時間帯に放送していた北海道テレビ放送（HTB）制作のバラエティ深夜番組『水曜どうでしょう』との近似性をたびたび指摘されるなど、番組の在り方や方向性について厳しい意見が多数書き込まれていた。
2004年9月2日の放送から番組タイトルを『裏影』に変更、司会はかっちゅうさん改め、「大坂ともお」と、東日本放送のアナウンサーであった「浜知美」が務めることになり、「裏影開放宣言」と称して、視聴者から「裏影でやってほしいこと」、「裏影への出演希望」などの番組へのリクエストや企画を募集し、それらをディレクターが番組化していく「情報リクエスト・バラエティ番組」形式となった。
以降はアシガと呼ばれるアシスタントガールや「裏影軍団」と呼ばれる出演者を増やし、来仙したタレント・アーティストなど県内外からゲストを迎え、数々の名物企画を生み出し、番組名を冠したイベントを多数開催するなど東日本放送の人気番組となった。
2009年3月5日の放送の中で同年3月いっぱいでの放送終了を発表、同年3月20日に仙台駅前の商業ビルEBeanS（イービーンズ）屋上・憩いの広場にてラストイベント「裏影祭」を開催し、その模様を翌週の3月26日に「裏影最終回拡大スペシャル」として放送し番組を終了した。

## 主な企画

### 裏影 〜殿下の放蕩〜
- 韓国編（2004年6月3日-2004年6月17日、全3回）
  - 菅田Dはフリーリポーターで飲み友達の菊地清香を抜擢し、韓国のストリートパフォーマーが集まるスポットで、日本の芸を見せつける企画『芸は身を助ける』を考えるが、彼女が全くの無芸であることが判明し…。一方、佐藤Dは「冬のソナタ」の人気に目をつけ、モデルの天野浩（当時：MOCプランニング所属）を起用して韓国でガールフレンドをつくる「冬ソナ大作戦」を敢行する[8]。

- 青田買い編（2004年6月24日・2004年7月17日、全2回）
  - 菅田Dは当時メジャーデビュー間近だったバンド「アウトサイドシグナル」に目を付け、単独で密着取材を行う。佐藤Dは仙台出身の「三代目コロムビア・ローズ」に目を付け、リポーターに元応援団女子大生の西舘香を抜擢し、新曲15,000枚をのうち10,000枚を買ってもらうため、街ゆくあらゆる人々に「10,000人と握手しよう!」作戦を敢行する[8]。

- チャンス編（2004年6月24日 - 2004年8月12日、全5回）
  - 「エイベックスオーディション」に合格するような新人の発掘を命じられた二人。菅田Dは地元のお笑い芸人TUTと、大学生の佐々木めぐみを起用し、カラオケ屋で高得点をあげた歌い手を強引にスカウトするという作戦を実行。佐藤Dはモデルの天野宏と大学生の西舘香を使い、「自分よりも歌が上手いと思う人」を紹介していってもらう「わらしべ長者作戦」に出る[8]。

### 裏影 -URAKAGE-
- クーポン大作戦（2004年）
  - 天野宏と河村愛のコンビが「番組を見た」と言ったら買物するときに割り引きしてくれる仙台駅東口周辺のお店を探す企画[9]。

- ぶらっと献血大作戦（2004年9月23日 - 2004年10月7日、全3回）
  - 献血をする人が少ないとされる宮城県人に献血を勧めるという視聴者から寄せられたボランティア企画。お笑いコンビ「TUT」と、女性3人組アイドル「Perfume」がそれぞれの方法で勧誘し、献血に連れてきた人の血液型でポイントを競った[9]。

- 裏影アシスタントガール VS「ミス・どっと娘。」
  - 番組レギュラーの座を賭けて裏影アシスタントガールに挑戦状を叩きつけた塩釜のアイドルグループ「ミス・どっと娘。」が料理対決に始まり、3番勝負として「カキ剥き対決」「きき寿司対決」「生どら大食い対決」で競い合った[9]。

- お笑いクイズバトル（2004年、2005年、2006年）
  - 第1回は番組レギュラーの座を賭けて、在仙お笑い芸人4組が番組レギュラー「TUT」に勝負を挑む。さまざまな趣向をこらしたクイズを勝ち抜いた1組が街角コントバトルでTUTと対決した[9]。
  - 第2回の開催場所は冬の安比、スキー場でのクイズや「深夜の人間性クイズ」など元ネタであるお笑いウルトラクイズを彷彿とさせるドッキリクイズなどの5つの関門をくぐり抜け、総合得点の高かった上位2組で決勝戦を行った。[10]。
  - 第3回は優勝賞金10万円と番組出演権を賭けて、13名のチャレンジャーが「雪上ものまねマラソン」、「へんてこソリレース」など様々な激戦を繰り広げた。

- 懐かしシリーズ
  - 視聴者からリクエストされた「懐かしいもの」をアシスタントガール・スタッフが探し回る企画。第1弾は「パンダ焼き」、第2弾は「パレード」、第3弾は「白雪とうふのなつみちゃんを追え!」[10][注 2]

- ミスター来仙企画
  - 2005年5月14日の放送では自身が監督を務めた映画『銀のエンゼル』の舞台挨拶のため来仙したミスター（鈴井貴之）と佐藤めぐみに「大泉洋のそっくりさん（素人・三浦）」がインタビューする企画で、鈴井を驚愕させた[10]。
  - 2007年12月6日の放送では自身がプロデュースする「北海道BU-SOUND展 Come Back Salmon Tour仙台」の宣伝のために来仙した鈴井を、前回対面した「大泉洋のそっくりさん素人」三浦と共に、雨の降る中「カブに乗って仙台城址まで行く」企画を敢行し、鈴井から不評を買った[注 3]。

- ママチャリ4耐レース
  - 2005年8月14日に仙台ハイランドで総勢49チームで行われたママチャリ4時間耐レースに、番組から、出演者チーム、お笑い芸人チーム、大泉洋そっくりさんチームの3チームがエントリー。負ければ恐怖の罰ゲームが待っていた[10]。
  - 2006年はお笑い軍団中心の「裏影チーム」と、はま知美&アシガールの「裏影レディース」の2チームで約70にのぼる参加チームの頂点を目指して参加し、女子の部優勝を果たした。2006年9月14日にその模様が放送された[12]。

- 心霊スポットツアー（2005年 - 2008年）
  - 霊能者・白凰占子と共に宮城県内で噂の心霊スポットツアーに出かける夏の恒例企画[10][12][13]。

- 裏影スカウトキャラバン（2005年10月20日 - ）
  - 宮城県内全市町村を回り、県内に眠るおもしろい人材を発掘する企画[10]。

- はまちゃんダンス企画（2006年3月30日 - 2006年12月28日）
  - 3月末の番組での告知以降、5ヶ月という長期間にわたり、レッスンをサボっていた事が発覚したはまにダンスへの情熱を取り戻してもらうため、日本ダンス界のカリスマたちを呼び寄せ、7月末に企画を再スタート。途中、全治1ヶ月の負傷を乗り越え、2006年12月28日に開催された「裏影祭2006」で「はまちゃんダンス」を披露し完結[12]。

- 仙台ディープスポットの旅（2006年4月6日 - ）
  - 大坂ともおと濱知美アナウンサーが、知る人ぞ知る、仙台の「新しい」裏スポットを共に巡る企画[12]。番組で紹介した「ものすごく怖いすべり台」、「長いすべり台」が話題となり、テレビ朝日系列「全国おもしろニュースグランプリ」で「よくできました映像部門賞」を受賞した[13]。

- 裏影応援団（2006年4月20日 - ）
  - 裏影お笑い軍団の団長スズキユウタが、宮城で頑張っている人を応援する企画[12]。

- ハンプティダンプティ・「だいち」の限界挑戦企画（2006年5月18日 - ）
  - 裏影へのリクエストコーナーに送られてきた「人間の食の限界を見てみたい!」という視聴者のリクエストに応え、ボリューム満点の定食に挑む企画[12]。後に企画名は「限界ヨロシク」に変更され、ハンプティダンプティ「だいち」がさまざまな限界に挑むコーナーとなった[13]。

- featuring16のドッキリ企画（2006年7月6日 - ）
  - 後藤真希を仕掛け人に迎え、裏影創成期からの出演者であるヴィジュアル系お笑い芸人「featuring16」に、ニセの他局新番組への移籍を持ちかけて『裏影』への番組愛を確かめるドッキリ企画[12]。

- カラオケ100点企画 裏影のど自慢（2006年8月10日 - ）
  - 裏影放送100回記念企画で10時間をかけ行われたものの、ついに誰一人達成できなかった「カラオケ100点」に再び挑戦する企画[12]。時東ぁみ、ハレンチパンチ、遠藤正明、井森美幸らがゲストとして挑戦した。

- おかざきくんの地獄巡り（2006年8月24日 - ）
  - ドッキリ企画の中で『裏影』を裏切るような発言・行動を繰り返した「featuring16」から名前とヴィジュアル系キャラクターを剥奪し、本名のおかざきくんとして再出発させる企画。番組で罰ゲームを課し、それを見た視聴者の嘆願により、キャラクターと名前を返還するという内容[12]。

- 裏影的わらしべ長者企画（2006年 - ）
  - アシガールちずみと素人・三浦さんが「長者」になるため、より良いものを目指しと道行く人に物々交換を持ちかける企画[12]。

- 恋愛ファクトリー キューピーハニー（2006年12月21日 - ）
  - 片思いで悩む人に強引に告白をさせ、カップルを誕生させるおせっかい企画[12]。2007年12月13日の放送から企画名を裏影的恋愛応援企画「恋花〜コイバナ〜」に変更しリニューアル[14]。

- 裏影学校へ行こうYO!
  - 裏影軍団が学校を訪問し、生徒たちと触れ合う企画。放送150回記念では、仙台市の聖ウルスラ学院に長渕剛をゲストに迎えて「サプライズ講堂ライブ」を開催し大きな話題となった[15][16]。この模様は2007年5月31日の放送から3回にわたって放送された[13]。

- アイドル誕生プロジェクト（2007年6月21日 - ）
  - 「アシガール」を増員し、CD発売やライブなど、アイドルとしてデビューを目指す企画。時東ぁみ、モーニング娘。誕生10年記念隊、井森美幸らを迎え、「アイドルとしての極意」「アイドル道」を学んだ[13]。

- イケメンパラダイス・モテかわランデブー（2007年10月25日 - ）
  - 視聴者の投稿から、街で働くイケメン店員を調査・紹介する企画。男子視聴者の期待にも応えるため、美人・美女の「モテかわちゃん」を紹介する企画も同時に放送された[17]。

- 最期の晩餐 もりもリクエスト（2008年2月21日 - ）
  - 街ゆく人に聞いた「生涯最後に食べたいほど好きな食べ物」で裏影一の大食漢・ハンプティダンプティ「だいち」が一般視聴者とフードバトルを行う企画。

- 団長ユウタ卒業記念企画「ハンバーガー100個喰い100kmマラソン」（2008年3月13日 - 2008年3月27日）
  - 1kmごとにハンバーガーを1個ずつ食べ、100kmを完走するという団長スズキユウタ卒業企画。まさかの5kmでリタイアという事態に、急遽ユウタ以外の裏影軍団が私服のままタスキをつないで残りの残りの95kmを完走する「ハンバーガー100個喰い100km駅伝」に変更された[18]。

- 裏影プレゼンツ 宮城ご当地キャラクターコンテスト（2008年8月13日 - ）
  - 番組を宮城県のみならず、東北さらには日本全国へと知名度を広げるため、「ご当地キャラクター」に目を付け、キャラクターグッズで、番組の知名度を上げ、さらには一儲けまでしてしまおうという一石二鳥企画[18]。

## 特別企画
- 2006年6月1日、放送100回記念「100チャレ」
  - 「100」にちなんだチャレンジを、仙台市民からアンケートを取りピックアップし、レギュラー陣を大坂チーム、はまちゃんチームの2チームに分けた3本勝負を行った。
- 2008年6月12日、放送200回記念リクエスト特別企画「あなたの夢叶えます!!」
  - 街行く人の叶えたい「夢」を叶える恩返し企画。

## 主な出演者
出演者を総じて裏影軍団と呼称していた。

### MC軍団
- 浜知美（はま ともみ）：MC、当時、KHB東日本放送アナウンサー。番組での愛称は“はまちゃん”。

### ナレーター
- 大坂ともお（おおさか ともお）：MC・ナレーター。

### ラッパー軍団
- カッツ（KUTTS）
- カズシック.
- Mess→Age Crew（メスエイジクルー）：カズシック.とKUTTSを中心とするグループ。

### お笑い軍団
- スズキユウタ（鈴木 優太）：就職のため2008年3月27日の放送をもって番組を卒業。
- 島田周彦（ハンプティダンプティ）
- だいち（あべだいち）（ハンプティダンプティ）
- featuring16（フィーチャリングいちろー）
- TUT（糸賀清和・太田寿郎）

### 素人軍団
- パイルプロジェクト（Pile Project）[20]
- 素人・三浦さん（三浦良浩）：「大泉洋のそっくりさん」本職はWebデザイナー。センスファクトリー代表。
- 素人・高谷さん（高屋直樹）：zeusトーイングサービス・ウェイクボードスクールの校長。

### アシガ
アシガール。足軽に由来。
- まい（欠端麻衣）：2007年12月30日に入籍・妊娠を発表しフェードアウト。
- ゆっち
- あい
- まりな（佐藤万里奈）
- ちずみ（加川千純）
- なぎさ（佐藤渚）：2008年9月6日、KHBまつり出演をもって卒業。元TBSアナウンサー
- みさと（根岸美里）
  - 2004年9月の番組リニューアル時から、まい、ゆっち、あいの3人が活動開始。
  - 2005年12月に番組の新アシスタントを決める、新人オーディションが開催された。
  - 2006年9月7日、春に募集をしていた「第3回アシガールオーディション」の模様を放送、2006年10月19日の放送で視聴者投票の結果、決定した新アシガール2名（なぎさ・ちずみ）が発表された。
  - 「アイドル誕生プロジェクト」は企画途中で番組が終了したため、後にカズシック.のプロデュースにより、まりな、ちずみ、みさとの3人でローカルエンタメGIRLS HIPHOP ユニット「ガシァ」が結成された。

### ストリート軍団
- 伊東洋平（イケメン'ズ）
- 横山真一郎（イケメン'ズ）

## 主なゲスト
- Perfume（2004年）
- 河口恭吾（2004年）インタビュー
- ミス・どっと娘。（2004年、2005年）
- ガキ大将（2004年）
- 白人（ハクジン）（2005年）（featuring16・チョム加藤）
- つきよみ（2005年）
- モーニング娘。（2005年）
- 樋口了一（2005年）
- 鈴井貴之（2005年）インタビュー
- 佐藤めぐみ（2005年）インタビュー
- TAKUI（2005年）
- TATE & MARKIE（2005年）
- 仙台ローリー（2005年）
- HIGH and MIGHTY COLOR（2005年）
- チョム加藤（2005年）
- オダギリジョー（2005年）インタビュー
- 下山天（2005年）インタビュー
- 後藤真希（2005年、DEF.DIVA所属時）
- 佐藤公隆（2005年）
- さとう宗幸（2006年）
- 内村光良（2006年）
- さまぁ〜ず（2006年）
- ふかわりょう（2006年）
- 安倍なつみ（2006年、DEF.DIVA所属時）
- 梅垣義明（2006年）
- アンガールズ（2006年）
- nobodyknows+（2006年）
- 中島卓偉（2006年、TAKUIから本名に改名。）
- 時東ぁみ（2006年、2007年）裏影のど自慢
- 見栄晴（2006年）
- ハレンチパンチ（2006年）裏影のど自慢
- Mr.カラスコ（2006年）
- 遠藤正明（2007年）裏影のど自慢
- 超飛行少年（スーパーフライングボウイ）（2007年）PVトライアウト
- 安齋肇（2007年）PVトライアウト
- 淡谷三治（2007年）PVトライアウト
- 関めぐみ（2007年）映画「アヒルと鴨のコインロッカー」
- 田村圭生（2007年）映画「アヒルと鴨のコインロッカー」
- SEAMO（2007年）
- モーニング娘。誕生10年記念隊（2007年）
- 永田裕志（2007年）
- 井森美幸（2007年）
- berryz工房（2007年）PVトライアウト
- 長渕剛（2007年）
- 堂本光一（2008年）映画「スシ王子!」
- 伊原剛志（2008年）映画「スシ王子!」
- やまもとまさみ（2008年）「ハンプティダンプティVS東京の芸人 お笑い5番勝負!!」
- 星野卓也（2008年）「ハンプティダンプティVS東京の芸人 お笑い5番勝負!!」
- じゅんご（2008年）「ハンプティダンプティVS東京の芸人 お笑い5番勝負!!」
- ナイツ（2008年）「ハンプティダンプティVS東京の芸人 お笑い5番勝負!!」
- 猫ひろし（2008年）「ハンプティダンプティVS東京の芸人 お笑い5番勝負!!」
- 5050（フィフティーフィフティー）（2008年）
- 千葉直樹（2008年）- ベガルタ仙台
- 中原貴之（2008年）- ベガルタ仙台
- 梁勇基（2008年）- ベガルタ仙台
- SOPHIA（2008年）
- みっちー（2008年）
- パッション屋良（2008年）
- 棚橋弘至（2008年）
- サンドウィッチマン（2008年）

## スタッフ
- ディレクター：佐藤貴之（東北朝日プロダクション、番組開始〜終了まで）
  - 菅田賢司（東日本放送、番組初期）→都田麻梨（東日本放送、スタート当初はAD〜菅田Dの異動でディレクター昇格）→橋本卓（トラストネットワーク、番組末期）
- プロデューサー：加藤昌宏→渡辺一生→鎌田恒幹（東日本放送）
- 広報担当：広谷くん

## 関連イベント
- 裏影 ゆかた・de・ラップ・LIVE（2005年8月8日、LOUNGE SQUALL）
  - CUZSICK &No.1 Block、DJ FUSE & YAS、KUTTS、BU-RAI SOMOKER、Sista Aki などが出演、2005年8月25日に放送。
- 裏影祭（2005年9月3日、仙台市勾当台公園市民広場）
  - KHB開局30周年記念イベント「とどけ! みんなの願い 地球の願い」内のステージ。
  - TAKUI、ザ・キャプテンズ、ひとりでできるもん、はむつんサーブらが出演。2005年9月22日、9月29日の2回にわたって10時間生放送で放送されなかった部分を中心に『裏影』で放送された。
- 裏影祭り（2006年5月3日、台原森林公園）
  - 同局の主催イベントである『KHBフリーマーケット』のステージでのライブ。
- 裏影祭2006（2006年12月28日、SENDAI CLUB JUNK BOX）
  - ザ・キャプテンズ、Mess-Age Crew、イケメン'ズ、TATE&MARKIE、ISOPP & RANMAP、TOZAWA、ダンススクール ロックフット、カラスコダンスチーム、閃雷、はまダンスチームが出演、同日、1時間の『裏影』特別番組が放送された。翌2007年1月11日の放送では「裏影祭の舞台裏」と題して未公開部分の放送を行った[13][21]。
- 裏影祭（2007年9月1日、勾当台公園市民広場）
  - KHBまつり2007のステージに、裏影軍団、Mess→Age Crew、ROBOTS、超飛行少年、CRiB&L.O.F.Dのメンバーによるスペシャルユニットが出演[22]。
- 裏影フルスタジャック!（2007年9月24日、フルキャストスタジアム宮城）
  - ローソンプレゼンツ「楽天イーグルスvs西武ライオンズ戦」ではまちゃん始球式、Mess→Age Crewのスペシャルライブのほかフードバトルを開催。
- 裏影祭 “7.5TANABATA"LIVE（2008年7月5日、Zepp SENDAI）
  - 放送200回を記念して裏影軍団、坂詰美紗子、5050、ghostnote、鶴、JOYS、Kaede、カズシック、ハンプティダンプティが出演したフリーライブ。
- 裏影祭（2008年9月6日、勾当台公園市民広場）
  - KHBまつり2008のステージに、裏影軍団、族-Yakara-、やまもとまさみ、パッション屋良、みっちー、TOZAWA、時東ぁみが出演。

## そのほか
- 毎週水曜日23:10 - 23:15に、『裏影』の番組宣伝ミニ番組『げからう』が放送されていた。